# Championnats des Pays-Bas d'athlétisme
Les championnats des Pays-Bas d'athlétisme sont les championnats nationaux en extérieur des Pays-Bas en athlétisme, organisés par l'Union royale néerlandaise d'athlétisme depuis 1910 chez les hommes et 1921 chez les femmes.

## Programme
38 épreuves ont lieu, divisées également entre hommes et femmes. Ces épreuves se sont ajoutées au fur et à mesure de l'évolution des épreuves à l'échelle internationale
Courses sur piste
- 100 mètres, 200 mètres, 400 mètres, 800 mètres, 1 500 mètres, 5 000 mètres, 10 000 mètres

Haies
- 100 mètres haies (femmes), 110 mètres haies (hommes), 400 mètres haies, 3 000 mètres steeple

Sauts
- Saut à la perche, Saut en hauteur, Saut en longueur, Triple saut

Lancers
- Lancer du poids, lancer du disque, lancer du marteau, lancer du javelot

Épreuves combinées
- Décathlon (hommes), heptathlon (femmes)

Les championnats des Pays-Bas de cross-country, marche athlétique, semi-marathon, marathon, 100 kilomètres et 24 heures sont tenus séparément.

## Éditions
| Année | Date                                 | Stade                       | Lieu                        | Résultats |
| ----- | ------------------------------------ | --------------------------- | --------------------------- | --------- |
| 1911  | 11 juin 20 août 28 août 10 septembre |                             | Bréda La Haye Zwolle Arnhem | Résultats |
| 1938  | 7 août                               |                             | Deventer                    | Résultats |
| 1939  | 29 et 30 juillet                     |                             | Rotterdam (poids à La Haye) | Résultats |
| 1940  | 10 et 11 août                        |                             | Amsterdam                   | Résultats |
| 1960  | 23 et 24 juillet                     |                             | Eindhoven                   | Résultats |
| 1961  | 29 et 30 juillet                     |                             | Flardingue                  | Résultats |
| 1962  | 11 et 12 août                        |                             | Amsterdam                   | Résultats |
| 1963  | 10 et 11 août                        |                             | Rotterdam                   | Résultats |
| 1964  | 22 et 23 août                        |                             | Beverwijk                   | Résultats |
| 1965  | 14 et 15 août                        |                             | Groningen                   | Résultats |
| 1966  | 6 et 7 août                          |                             | Amsterdam                   | Résultats |
| 1967  | 12 et 13 août                        |                             | Rotterdam                   | Résultats |
| 1968  | 3 et 4 août                          |                             | Groningen                   | Résultats |
| 1969  | 2 et 3 août                          |                             | Groningen                   | Résultats |
| 1970  | 25 et 26 juillet                     |                             | Haarlem                     | Résultats |
| 1971  | 3 et 4 juillet                       |                             | Drachten                    | Résultats |
| 1972  | 4, 5 et 6 août                       |                             | Kerkrade                    | Résultats |
| 1973  | 14 et 15 juillet                     |                             | La Haye                     | Résultats |
| 1974  | 2, 3 et 4 août                       |                             | Arnhem                      | Résultats |
| 1975  | 5 et 6 juillet                       |                             | Arnhem                      | Résultats |
| 1976  | 21 et 22 août                        |                             | La Haye                     | Résultats |
| 1977  | 8, 9 et 10 juillet                   |                             | Sittard                     | Résultats |
| 1978  | 4, 5 et 6 août                       |                             | Groningue                   | Résultats |
| 1979  | 10, 11 et 12 août                    |                             | Nimègue                     | Résultats |
| 1980  | 8, 9 et 10 août                      |                             | Sittard                     | Résultats |
| 1981  | 8 et 9 août                          |                             | Utrecht                     | Résultats |
| 1982  | 7 et 8 août                          |                             | Amsterdam                   | Résultats |
| 1983  | 23 et 24 juillet                     |                             | Vught                       | Résultats |
| 1984  | 23 et 24 juin                        |                             | Sittard                     | Résultats |
| 1985  | 6 et 7 juillet                       |                             | Zwolle                      | Résultats |
| 1986  | 12 et 13 juillet                     |                             | Amsterdam                   | Résultats |
| 1987  | 11 et 12 juillet                     |                             | Leyde                       | Résultats |
| 1988  | 16 et 17 juillet                     |                             | Groningen                   | Résultats |
| 1989  | 7 au 9 juillet                       |                             | Hengelo                     | Résultats |
| 1990  | 13 au 15 juillet                     |                             | Rotterdam                   | Résultats |
| 1991  | 26 au 28 juillet                     |                             | Eindhoven                   | Résultats |
| 1992  | 3 au 5 juillet                       |                             | Helmond                     | Résultats |
| 1993  | 23 au 25 juillet                     |                             | Amsterdam                   | Résultats |
| 1994  | 15 au 17 juillet                     |                             | Assen                       | Résultats |
| 1995  | 14 au 16 juillet                     |                             | Berg-op-Zoom                | Résultats |
| 1996  | 31 mai - 2 juin                      |                             | La Haye                     | Résultats |
| 1997  | 4 au 6 juillet                       |                             | Emmeloord                   | Résultats |
| 1998  | 10 au 12 juillet                     |                             | Groningen                   | Résultats |
| 1999  | 26 et 27 juin                        |                             | Apeldoorn                   | Résultats |
| 2000  | 15 et 16 juillet                     | Stade olympique             | Amsterdam                   | Résultats |
| 2001  | 7 et 8 juillet                       |                             | Tilbourg                    | Résultats |
| 2002  | 6 et 7 juillet                       |                             | Sittard                     | Résultats |
| 2003  | 12 et 13 juillet                     | Stade olympique             | Amsterdam                   | Résultats |
| 2004  | 10 et 11 juillet                     |                             | Utrecht                     | Résultats |
| 2005  | 9 et 10 juillet                      | Stade olympique             | Amsterdam                   | Résultats |
| 2006  | 8 et 9 juillet                       | Stade olympique             | Amsterdam                   | Résultats |
| 2007  | 30 juin et 1er juillet               | Stade olympique             | Amsterdam                   | Résultats |
| 2008  | 5 et 6 juillet                       | Stade olympique             | Amsterdam                   | Résultats |
| 2009  | 1 et 2 août                          | Stade olympique             | Amsterdam                   | Résultats |
| 2010  | 17 et 18 juillet                     | Stade olympique             | Amsterdam                   | Résultats |
| 2011  | 30 et 31 juillet                     | Stade olympique             | Amsterdam                   | Résultats |
| 2012  | 16 et 17 juin                        | Stade olympique             | Amsterdam                   | Résultats |
| 2013  | 20 et 21 juillet                     | Stade olympique             | Amsterdam                   | Résultats |
| 2014  | 26 et 27 juillet                     | Stade olympique             | Amsterdam                   | Résultats |
| 2015  | 30 juillet au 2 août                 | Stade olympique             | Amsterdam                   | Résultats |
| 2016  | 16 au 19 juin                        | Stade olympique             | Amsterdam                   | Résultats |
| 2017  | 14 au 16 juillet                     | Sportpark Maarschalkerweerd | Utrecht                     | Résultats |